# San Pancrazio

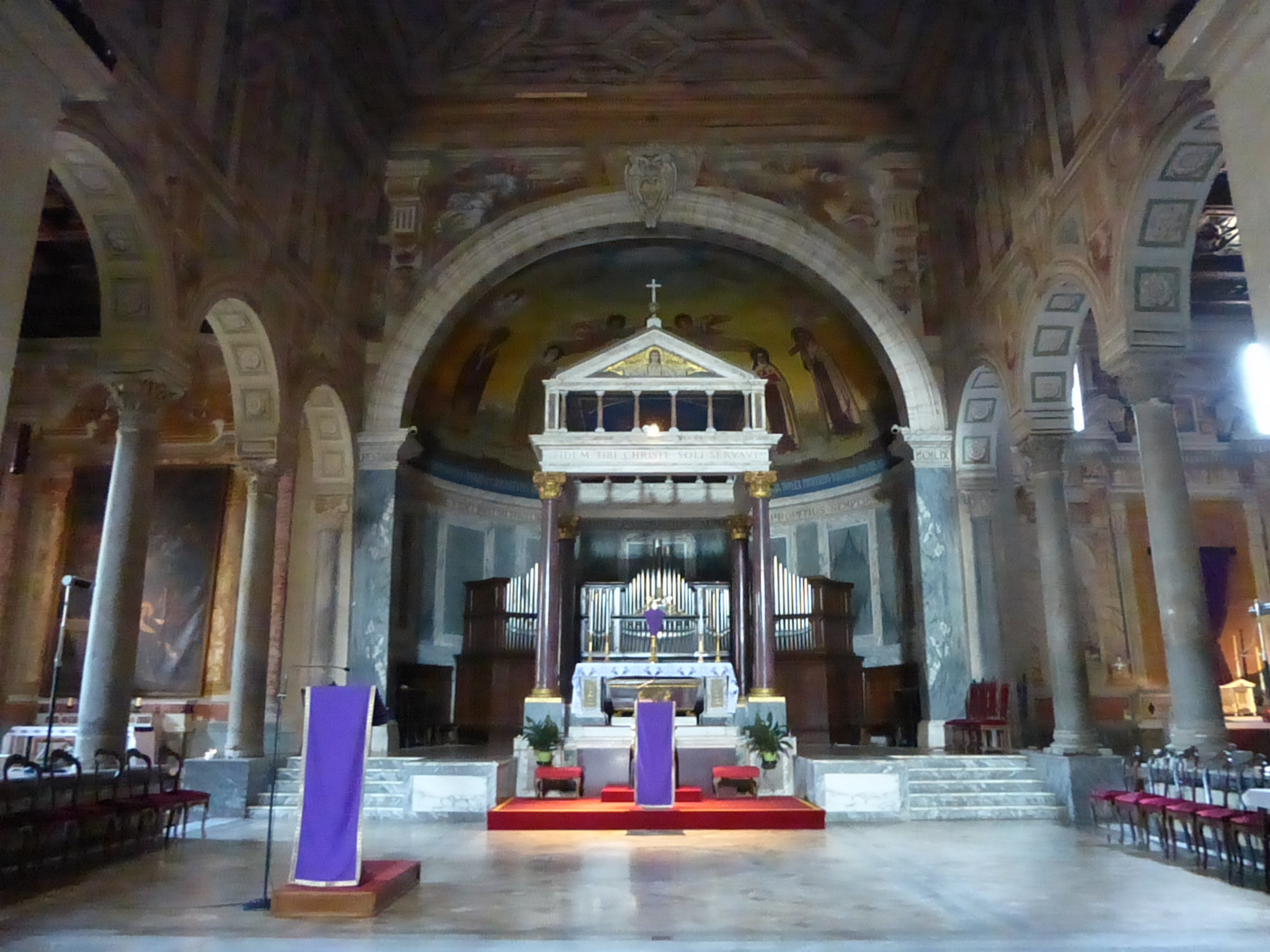
L'interior

San Pancrazio és una basílica menor del turó de Janícul, a Roma. Té un títol cardenalici associat i el segle xvii va ser confiada als Carmelites descalços.

## Història
La basílica fou construïda per voluntat del Papa Símmac (498-514) a l'indret on Pancraç de Roma va morir màrtir als 14 anys, el 12 de maig del 304, durant el regne de Dioclecià, que va protagonitzar diverses persecucions als cristians. De fet, a l'església hi ha dues entrades molt estretes a les catacumbes, que donen testimoni de les dificultats de la vida dels cristians. La ràpida difusió de la fama de Sant Pancraci va fer que ja a mitjans del segle vi, la propera Porta Aurelia de les Muralles Aurelianes hagués canviat el seu nom a Porta San Pancrazio.
Per garantir la regularitat de les funcions litúrgiques dins la basílica, el papa Gregori I va voler que es construís al seu costat un monestir, dedicat a Sant Víctor (no està clar si al pontífex homònim o a un altre sant del mateix nom) i confiat a monjos benedictins. A la primera meitat del segle vii, durant el pontificat del papa Honori I, la basílica va ser completament reconstruïda, de manera que el sepulcre de Sant Pancraci es trobés exactament sota l'altar major. Els frescos de la tribuna s'atribueixen al pintor Antonio Tempesta.
La basílica té dues entrades a les catacumbes: la primera, la de la matrona Ottavilla, que va supervisar l'enterrament del jove Sant Pancraci, no és accessible al públic, sinó només als estudiosos de l'arqueologia cristiana; la segona, la de Sant Pancraci, és accessible al públic. Aquestes catacumbes, en comparació amb altres més famoses, són estretes i transmeten una sensació de les dificultats que patien els cristians, que venien aquí per retre homenatge als morts i per celebrar missa a les capelles subterrànies en l'aniversari de la mort dels seus éssers estimats o d'un màrtir.
La basílica va ser erigida com a parròquia el 12 d'abril de 1931 amb la butlla papal Pastorale munus del papa Pius XI. Va ser visitada pel papa Joan Pau II el diumenge 22 d'abril de 1979.

## El títol cardenalici
San Pancrazio fuori le mura (llatí: Titulus Sancti Pancratii) és un títol cardenalici instituït pel papa Lleó X el 6 de juliol de 1517. El 28 de febrer de 1550, el papa Juli III l'uní al de San Clemente, creant així el títol deSanti Clemente e Pancrazio, però, el 4 de desembre de 1551, van ser separats de nou.

### Titulars
- Ferdinando Ponzetti (6 de juliol de 1517 - 9 de setembre de 1527 mort)
- Francesco Corner (27 d'abril de 1528 - 27 d'abril de 1534 nomenat cardenal prevere de Santa Cecilia)
  - Títol vacant (1534 - 1537)
- Gian Pietro Carafa (15 de gener de 1537 - 24 de setembre de 1537 nomenat cardenal prevere de San Sisto)
  - Títol vacant (1537 - 1545)
- Federico Cesi (9 de gener de 1545 - 28 de febrer de 1550 nomenat cardenal prevere de Santa Prisca)
- Juan Álvarez y Alva de Toledo, O.P. (28 de febrer de 1550 - 20 de novembre de 1553 nomenat cardenal prevere de Santa Maria in Trastevere)
- Miguel da Silva (29 de novembre de 1553 - 11 de desembre de 1553 nomenat cardenal prevere de Santa Maria in Trastevere)
  - Títol vacant (1553 - 1556)
- Giovanni Antonio Capizucchi (13 de gener de 1556 - 6 de juliol de 1562 nomenat cardenal prevere de Santa Croce in Gerusalemme)
- Bernardo Navagero (6 de juliol de 1562 - 31 d'agost de 1562 renuncià)
- Stanislaw Hosius (o Hoe, o Hosz) (31 d'agost de 1562 - 4 de setembre de 1565 nomenat cardenal prevere de Santa Sabina)
- Simone Pasqua (4 de setembre de 1565 - 5 de setembre de 1565 mort)
- Tolomeo Gallio (7 de setembre de 1565 - 14 de maig de 1568 nomenat cardenal prevere pro hac vice de Sant'Agata alla Suburra)
- Gianpaolo della Chiesa (14 de maig de 1568 - 11 de gener de 1575 mort)
  - Títol vacant (1575 - 1585)
- Ippolito Aldobrandini (18 de desembre de 1585 - 30 de gener de 1592 elegit papa amb el nom de Clemente VIII)
- Girolamo Mattei (9 de març de 1592 - 8 de desembre de 1603 mort)
- Pietro Aldobrandini (14 de juny de 1604 - 1 de juny de 1605 nomenat cardenal prevere de Santi Giovanni e Paolo)
- Domenico Ginnasi (20 de juny de 1605 - 30 de gener de 1606 nomenat cardenal prevere de Santi XII Apostoli)
- Ludovico de Torres (19 de desembre de 1606 - 8 de juliol de 1609 mort)
  - Títol vacant (1609 - 1617)
- Gabriel Trejo y Paniagua (2 de juny de 1617 - 29 de novembre de 1621 nomenat cardenal prevere de San Bartolomeo all'Isola)
- Cosimo de Torres (20 de març de 1623 - 1 de juliol de 1641 nomenat cardenal prevere de Santa Maria in Trastevere)
- Gaspare Mattei (14 de desembre de 1643 - 28 de setembre de 1648 nomenat cardenal prevere de Santa Cecilia)
  - Títol vacant (1648 - 1653)
- Francesco Maidalchini, diaconia pro illa vice (5 de maig de 1653 - 23 de març de 1654 nomenat cardenal diaca de Santa Maria in Portico)
- Carlo Gualterio, diaconia pro illa vice (23 de març de 1654 - 14 de novembre de 1667 nomenat cardenal diaca de Sant'Angelo in Pescheria)
  - Títol vacant (1667 - 1670)
- Giacomo Franzoni (14 de maig de 1670 - 27 de febrer de 1673 nomenat cardenal prevere de Santa Maria in Ara Coeli)
- Pietro Vidoni (13 de març de 1673 - 5 de gener de 1681 mort)
- Antonio Pignatelli (22 de setembre de 1681 - 12 de juliol de 1691 elegit papa amb el nom de Innocenzo XII)
- Bandino Panciatichi (8 d'agost de 1691 - 19 de febrer de 1710 nomenat cardenal prevere de Santa Prassede)
  - Títol vacant (1710 - 1721)
- Hugo Damian von Schönborn-Buchheim (10 de setembre de 1721 - 23 de desembre de 1726 nomenat cardenal prevere de Santa Maria della Pace)
- Vincenzo Lodovico Gotti, O.P. (14 de juny de 1728 - 26 de setembre de 1738 nomenat cardenal prevere de San Sisto)
  - Títol vacant (1738 - 1743)
- Gioacchino Besozzi, O.Cist. (23 de setembre de 1743 - 7 de desembre de 1744 nomenat cardenal prevere de Santa Croce in Gerusalemme)
- Federico Marcello Lante Montefeltro Della Rovere (5 d'abril de 1745 - 9 d'abril de 1753 nomenat cardenal prevere de San Silvestro in Capite)
- Giuseppe Maria Feroni (10 de desembre de 1753 - 17 de desembre de 1764 nomenat cardenal prevere de Santa Cecilia)
  - Títol vacant (1764 - 1824)
- Giovanni Battista Bussi (24 de maig de 1824 - 31 de gener de 1844 mort)
  - Títol vacant (1844 - 1848)
- Carlo Vizzardelli (20 de gener de 1848 - 24 de maig de 1851 mort)
- Clément Villecourt (20 de desembre de 1855 - 17 de gener de 1867 mort)
- Josip Mihalović (25 de juny de 1877 - 19 de febrer de 1891 mort)
- Francesco Ricci Paracciani  (1 de juny de 1891 - 9 de març de 1894 mort)
- Achille Manara (2 de desembre de 1895 - 15 de febrer de 1906 mort)
- Aristide Rinaldini (19 de desembre de 1907 - 11 de febrer de 1920 mort)
- Giovanni Vincenzo Bonzano (14 de desembre de 1922 - 18 de desembre de 1924 nomenat cardenal prevere de Santa Susanna)
  - Títol vacant (1924 - 1927)
- Lorenzo Lauri (23 de juny de 1927 - 8 d'octubre de 1941 mort)
  - Títol vacant (1941 - 1946)
- Carlos Carmelo de Vasconcelos Motta (22 de febrer de 1946 - 18 de setembre de 1982 mort)
- José Alí Lebrún Moratinos (2 de febrer de 1983 - 21 de febrer de 2001 mort)
  - Títol vacant (2001 - 2006)
- Antonio Cañizares Llovera, dal 24 de març de 2006